# Król lew II: Czas Simby
Król lew II: Czas Simby (ang. The Lion King II: Simba’s Pride) – amerykańsko-australijski animowany muzyczny dramat romantyczny w reżyserii Darrella Rooneya i Roba LaDuci. Sequel Króla lwa z roku 1994. Fabuła filmu ukazuje głównie losy córki Simby – lwicy Kiary i jej miłości do Kovu – lwa z złowrogiego klanu żyjącego na Złej Ziemi. Serwis Rotten Tomatoes przyznał filmowi wynik 62%.
Film wydany w Polsce na kasetach VHS i DVD 16 marca 1999 roku przez Imperial Entertainment. Film wydany na DVD w wydaniu specjalnym przez Imperial Entertainment; premiera 7 lipca 2004 roku.

## Fabuła
Simba i Nala, władcy Lwiej Ziemi celebrują narodziny swej córki o imieniu Kiara, a tym samym następczyni tronu. Kiara, podobnie jak jej ojciec w dzieciństwie, jest strasznie psotna i ciekawa świata. Pewnego dnia podczas zabawy umyka pilnującym jej Timonowi i Pumbie trafia na Złą Ziemię, gdzie zostały wygnane przez Simbę lwice wspierające Skazę zwane Wyrzutkami. Poznaje tam młodego lwa imieniem Kovu, z którym zaprzyjaźnia się, mimo animozji rodziców i matki nowego przyjaciela – Ziry, którzy szybko interweniują, oddzielając od siebie pociechy. Kovu został przygarnięty przez Skazę przed śmiercią i namaszczony przez niego jako następca tronu Lwiej Ziemi, z tego powodu Simba zabrania Kiarze spotykać się z nim.
Zira, przywódczyni Wyrzutków, zdaje sobie sprawę, że jeśli Kovu bliżej pozna Kiarę, będzie mu łatwiej zdetronizować Simbę i przejąć władzę w Lwiej Ziemi. Choć lewek niechętny jest odzyskaniu tronu, to jednak wychowanie dane przez Zirę robi swoje. Po jakimś czasie Kiara i Kovu osiągają wiek dorosły. Kiara udaje się na swe pierwsze samodzielne polowanie, jednak Simba mimo obietnic w tajemnicy wysyła za nią Timona i Pumbę. W zaaranżowanym przez starsze dzieci Ziry – Nukę i Vitani – niebezpieczeństwie Kovu ratuje Kiarę, przez co wkupuje się w łaski Simby, który niechętnie pozwala dołączyć mu do stada. Zadaniem Kovu jest zabicie Simby, jak tylko znajdzie się dostatecznie blisko niego.
Simbę dręczą obawy, że Kovu będący dziedzicem Skazy okaże się zdrajcą. Kovu uczy Kiarę jak skutecznie polować, a także widząc piękno Lwiej Ziemi zaczyna wątpić słowa Wyrzutków o tym, że kraina ta jest źródłem wszelkiego zła. Między młodymi rodzi się uczucie, dlatego gdy nadarza się okazja zgładzenia Simby, Kovu nie wykorzystuje jej. Mimo wszystko przeżywający własne rozterki Simba dalej nie ufa mu, co rani jego córkę wierzącą w dobre intencje Kovu. Również Nala i Rafiki wierzą młodemu lwu, zaś Rafiki na swój sposób rozkochuje w sobie Kiarę i Kovu w romantycznej dżungli Upendi.
Gdy Simba zaczyna przekonywać się do młodego lwa, zapuszczają się nieopatrznie na tereny graniczne Lwiej Ziemi, gdzie opowiada o prawdziwej naturze Skazy. Tam czeka zasadzka Wyrzutków. Zira wrabia Kovu, po czym atakuje ze swoim stadem Simbę. Chcący przeciwstawić się temu Kovu zostaje odepchnięty i po uderzeniu łbem o kamień traci przytomność. Nuka ginie przygnieciony kłodami drewna podczas ucieczki Simby ze Złej Ziemi. Zira obwinia Kovu o śmierć Nuki i zadaje mu cios, po którym pozostała mu blizna nad okiem, jak u Skazy. Kovu wyrzeka się swego stada. Po powrocie Kovu przed Lwią Skałę Simba skazuje go na wygnanie, lecz Kiara ucieka i wbrew woli ojca szuka Kovu. Spotykają się i Kiara namawia Kovu na próbę pogodzenia Simby i Ziry.
Tymczasem Zira, czując się zdradzona przez Kovu, postanawia wyruszyć na Simbę, by siłą wydrzeć mu władzę. Naprzeciw siebie stają dwa stada lwów i rozpoczyna się bitwa. Między walczących wpadają Kiara, która przekonuje ojca o bezcelowości walki i Kovu, który mówi matce, iż nie pozwoli skrzywdzić Kiary ani Simby. Najpierw Vitani, a później reszta stada Ziry na skutek przemowy Kiary, przekonują się, że stanowią jedną rodzinę i postanawiają zaprzestać walki. Tylko Zira pełna chęci zemsty za śmierć Skazy, rzuca się do walki na Simbę. Kiara interweniując, strąca ją na klif, z którego się osuwają. Kiara oferuje pomoc Zirze, jednak ta odrzuca ją, po czym spada do wody płynącej przez kanion i tonie. Simba przekonuje się, że zbyt pochopnie osądził Kovu, dlatego pozwala mu zostać w połączonym stadzie oraz związać się z jego córką. Po ceremonii świętującej zjednoczenie stad duch Mufasy gratuluje Simbie.

## Imiona
Podobnie jak w pierwszej części część imion postaci pochodzi z języka suahili:
- kovu – blizna (ang. scar, Scar to angielskie imię Skazy)
- zira – nienawidzić
- nuka – zapach
- vitani – bitwa

## Obsada
| Postać | Oryginalny dubbing          | Polski dubbing               |
| --- | --------------------------- | ---------------------------- |
| Simba | Matthew Broderick (dialogi) | Krzysztof Banaszyk (dialogi) |
| Simba | Cam Clarke (śpiew)          | Wojciech Dmochowski (śpiew)  |
| Kiara | Neve Campbell (dialogi)     | Izabela Dąbrowska (dialogi)  |
| Kiara | Liz Callaway (śpiew)        | Olga Bończyk (śpiew)         |
| mała Kiara | Michelle Horn (dialogi)     | Joanna Jabłczyńska           |
| mała Kiara | Charity Savoy (śpiew)       | Joanna Jabłczyńska           |
| Kovu | Jason Marsden (dialogi)     | Marcin Kudełka               |
| Kovu | Gene Miller (śpiew)         | Marcin Kudełka               |
| mały Kovu | Ryan O’Donohue              | Jakub Molęda                 |
| Zira | Suzanne Pleshette           | Elżbieta Bielska             |
| Timon | Nathan Lane                 | Krzysztof Tyniec             |
| Pumba | Ernie Sabella               | Emilian Kamiński             |
| Rafiki | Robert Guillaume            | Jacek Czyż (dialogi)         |
| Rafiki | Robert Guillaume            | Paweł Tartanus (śpiew)       |
| Nala | Moira Kelly                 | Diana Kadłubowska            |
| Nuka | Andy Dick                   | Robert Rozmus                |
| Vitani | Jennifer Lien               | Anna Apostolakis             |
| mała Vitani | Lacey Chabert (dialogi)     | Małgorzata Lipka             |
| mała Vitani | Crysta Macalush (śpiew)     | Małgorzata Lipka             |
| Zazu | Edward Hibbert              | Tadeusz Borowski             |
| Mufasa | James Earl Jones            | Wiktor Zborowski             |
| Skaza | Jim Cummings                | Marek Barbasiewicz           |
| Opracowanie: Start International Polska Reżyseria: Joanna Wizmur Producent: Janusz Rymkiewicz Dialogi polskie: Krystyna Skibińska-Subocz Teksty piosenek: Filip Łobodziński Wykonanie piosenek: „Duch żyje w nas” – Paweł Hartlieb, Dorota Marczyk „Jeden głos” – Wojciech Dmochowski, Joanna Jabłczyńska „Luli luli lai” – Elżbieta Bielska, Robert Rozmus, Magdalena Lipka „Upendi” – Paweł Tartanus „On nie jest stąd” – Anna Frankowska, Katarzyna Groniec, Dorota Marczyk, Jacek Bończyk, Wojciech Paszkowski, Agnieszka Piotrowska, Anna Sochacka, Marek Klimczuk, Tomasz Hynek, Łukasz Rynkowski, Boris Somerhaf „Miłość drogę zna” – Olga Bończyk, Marcin Kudełka |                             |                              |